# Heliothela praegalliensis
Heliothela praegalliensis là một loài bướm đêm trong họ Crambidae.